# Walter Schilling
Walter Curt Gustav Schilling (23 de diciembre de 1895-20 de julio de 1943) fue un general alemán durante la II Guerra Mundial que comandó la 17.ª División Panzer. Murió en combate el 20 de julio de 1943 en las cercanías de Izium. El 28 de julio de 1943, Schilling recibió póstumamente la Cruz de Caballero de la Cruz de Hierro.

## Condecoraciones
- Cruz de Hierro (1914) 2ª y 1ª Clase
- Cruz de Hierro (1939) 2ª y 1ª Clase
- Cruz Alemana en Oro (28 de febrero de 1942)
- Cruz de Caballero de la Cruz de Hierro el 28 de julio de 1943 como Generalleutnant y comandante de la 17. Panzer-Division[1]